# Rueyres (Vaud)
Rueyres – miejscowość i gmina (commune) w zachodniej Szwajcarii, w kantonie Vaud, w okręgu (district) Gros-de-Vaud.

## Demografia
W Rueyres mieszkają 303 osoby. W 2021 roku 17,5% populacji gminy stanowiły osoby urodzone poza Szwajcarią. 